# فریزی (مشهد)
فریزی(طرحچی32) دهستان طوس بخش مرکزی شهرستان مشهد استان خراسان رضوی ایران است.

## جمعیت
بر پایه سرشماری عمومی نفوس و مسکن در سال ۱۳۹۵ جمعیت این روستا ۲٬۴۸۵ نفر (۷۲۶خانوار) بوده‌است.